# Croix de cimetière d'Augan
La Croix de cimetière d'Augan, du XVIe siècle, est située au cimetière d'Augan dans le Morbihan.

## Historique
La croix de cimetière d'Augan fait l’objet d’une inscription au titre des monuments historiques depuis le 23 mai 1927.

## Description
De chaque côté de la croix, saint Jean et la Vierge Marie sont représentés sous forme de statues.